# Lepidopilum mniaceum
Lepidopilum mniaceum är en bladmossart som beskrevs av C. Müller 1875. Lepidopilum mniaceum ingår i släktet Lepidopilum och familjen Daltoniaceae. Inga underarter finns listade i Catalogue of Life.